# 趙賁亨
赵贲亨（1229年—1285年），字文甫，元朝冠氏（今山东冠县）人。趙天錫的儿子。
赵贲亨袭任行军千户职。1259年跟随忽必烈率领蒙古军渡江攻南宋鄂州，有功。元世祖至元五年（1268年）总领山东诸翼军，攻打南宋襄樊。跟随伯颜灭宋。至元十一年（1274年）渡淮打败宋将夏貴，至元十二年（1275年），攻镇江，在焦山之战击败宋将孙虎臣、张世杰。至元十四年（1277年），为处州路总管府达鲁花赤。在下河门、恶溪等地镇压青田季文龙、章焱。至元十五年（1278年），领兵镇压龙泉张三八，衢州陈千二等领导的起义军。至元十七年为处州路管军万户，五十七岁去世。